# Venedocia (Ohio)
Pour les articles homonymes, voir Venedocia.
Venedocia est un village américain situé dans le comté de Van Wert, dans l’Ohio. Selon le recensement de 2010, sa population est de 124 habitants.